# Instalación sonora
Instalación sonora (relacionado con arte sonoro y escultura sonora) es una forma de arte intermedia y de arte temporal. Es una forma expandida de la instalación, en el sentido que incluye el elemento del sonido y por lo tanto el elemento del tiempo. La diferencia principal con una escultura sonora es que una instalación sonora tiene un espacio de tres dimensiones y los ejes con que se organizan los diferentes objetos sonoros no son exclusivamente internos a la obra, sino también externos. Una obra de arte es una instalación solo si establece un diálogo con el espacio circundante. 
Una instalación sonora es generalmente creada para un sitio específico, pero a veces pueda ser adaptada a otros espacios. Pueda estar en cualquier espacio, cerrado o abierto, y el contexto es fundamental para determinar cómo una instalación sonora será estéticamente percibida.
La diferencia entre una instalación de arte regular y una instalación sonora es que la última tiene el elemento de tiempo, el cual da al público visitante la posibilidad para quedarse un tiempo más largo mientras la atención al sonido lo permita. Este factor temporal también da a la audiencia la excusa para explorar el espacio exhaustivamente, debido a los talantes de los diferentes sonidos en el espacio.
Las instalaciones sonoras a veces utilizan tecnología interactiva (ordenadores, sensores, mecanismos, dispositivos cinéticos, etc.) pero también encontramos este tipo de forma de arte que utiliza fuentes únicas de sonido colocadas en puntos espaciales diferentes (como hablantes), o a materiales de instrumentos de música acústicos como cuerdas de piano que son tocadas por un intérprete o por el público (ve Paul Panhuysen).

## Estructura de sonido en las instalaciones sonoras
1. La forma de sonido más sencilla es un sonido repetido en bucle. Esto es principalmente utilizado en el arte ambiental, y en este caso el sonido no es el factor determinante de la obra artística.[1]
2. La estructura de sonido más utilizada es la forma abierta, desde donde el público puede decidir experimentar una instalación de sonido por tan solo unos cuantos minutos o por un periodo más largo de tiempo. Esto obliga el artista para construir una organización de sonido capaz de funcionar bien en ambos casos.[2]
3. Existe también la posibilidad de tener una estructura de sonido lineal, donde el sonido se desarrolla de la misma manera que en una composición musical. En este caso, el artista podría arriesgarse a no tener audiencia que se quede durante la duración completa del sonido.[1]

## Galería

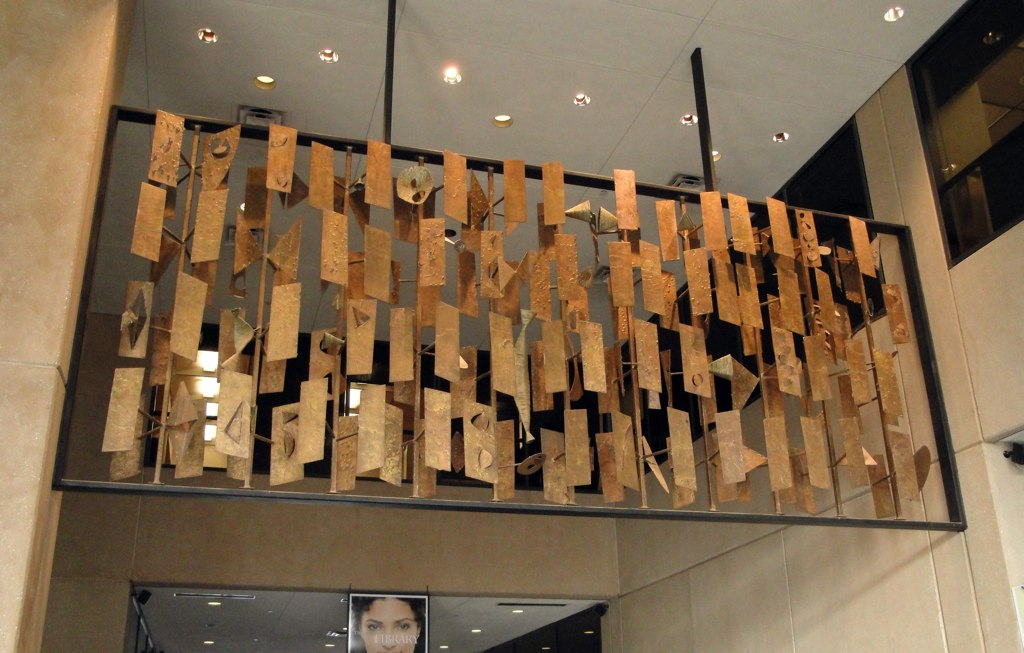
Harry Bertoia, Textured Pantalla, 1954
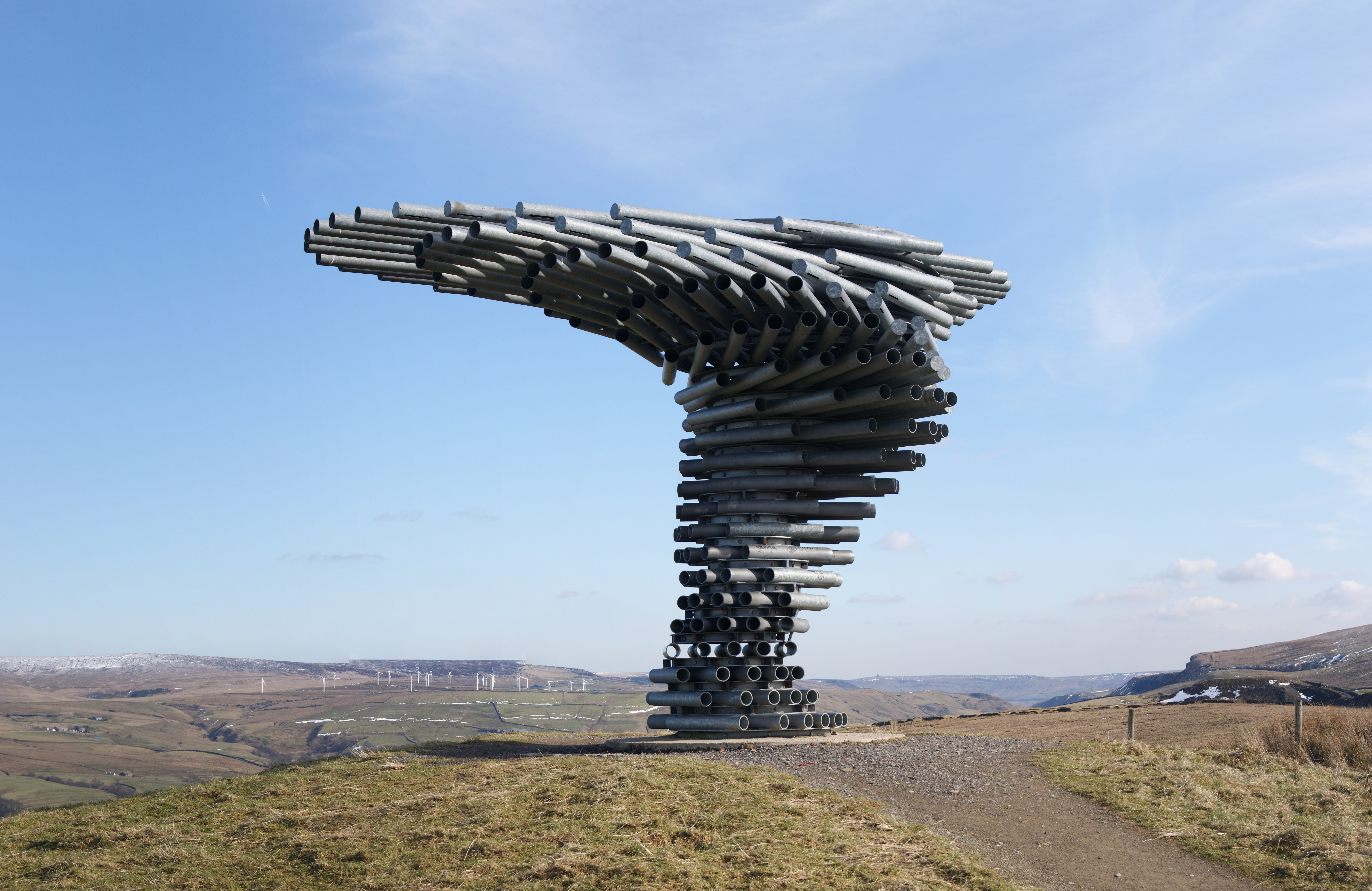
Panopticon: El Cantando Ringing Árbol
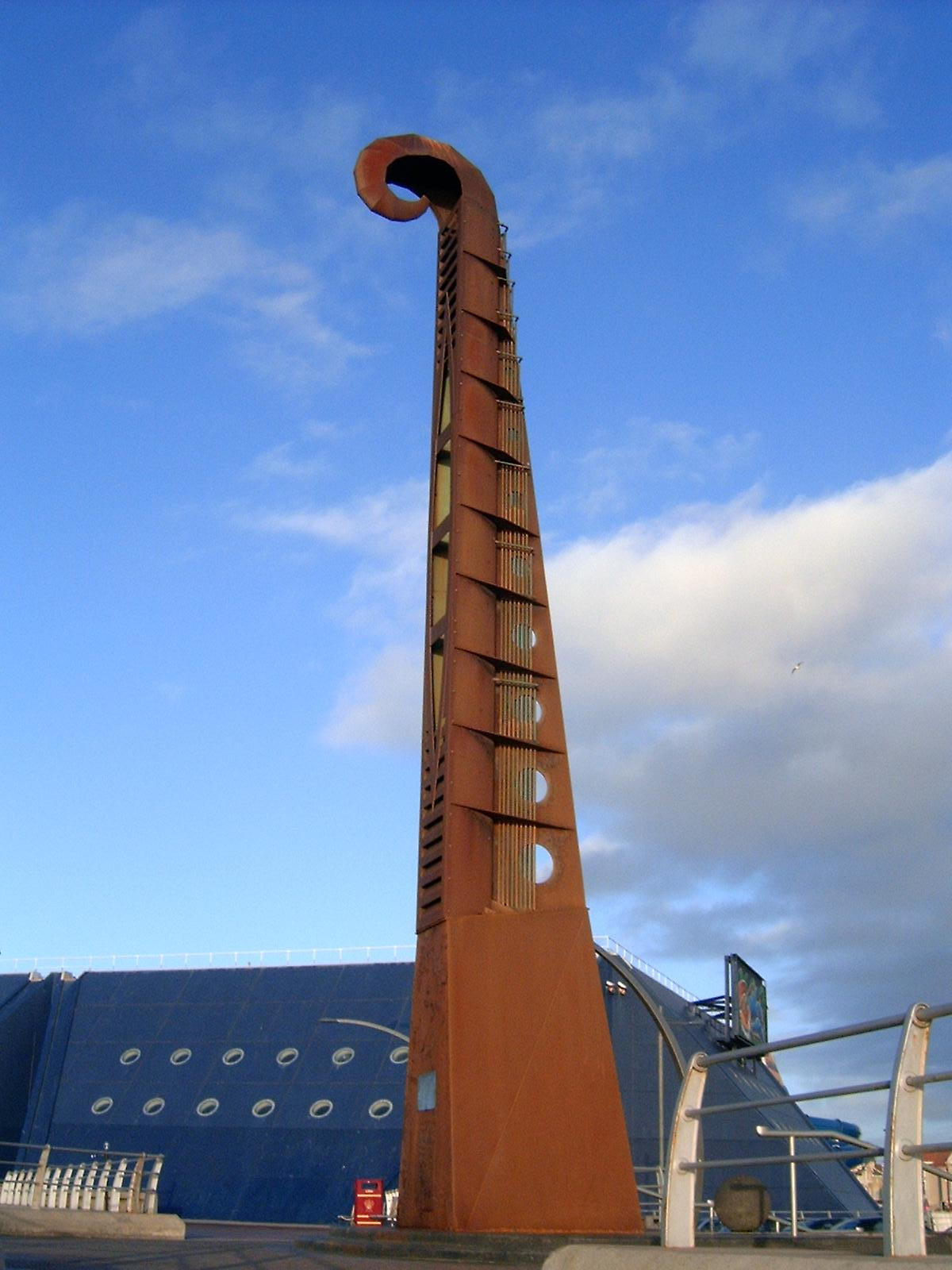
El Blackpool Órgano de Pleamar
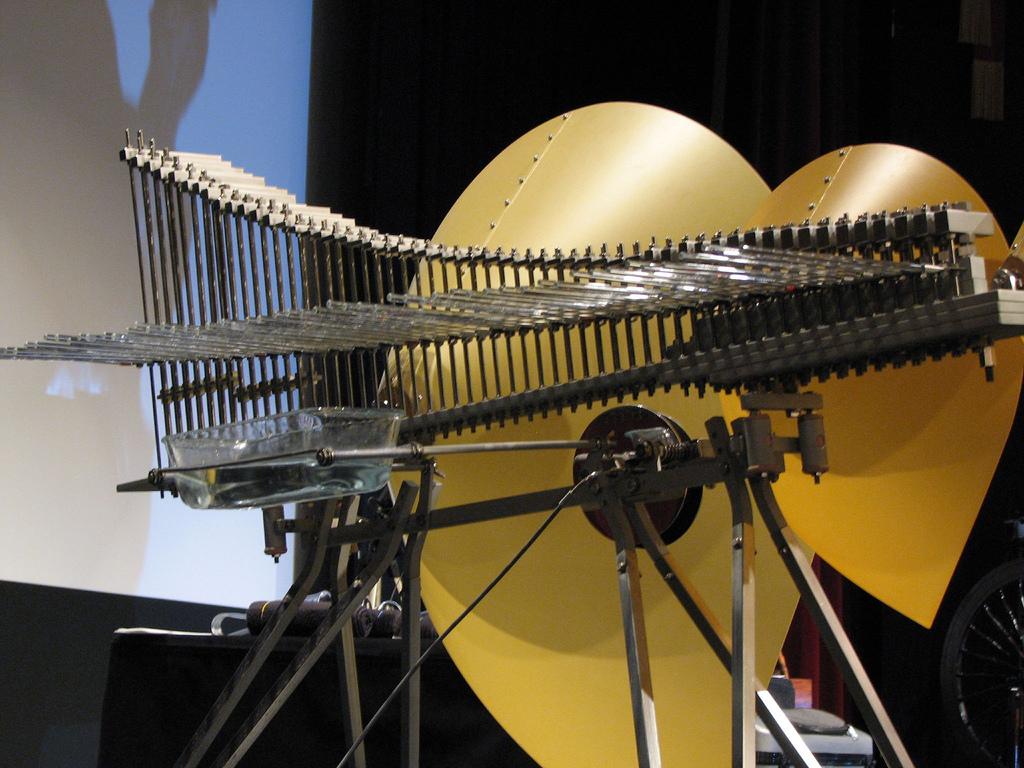
La Cristal Baschet
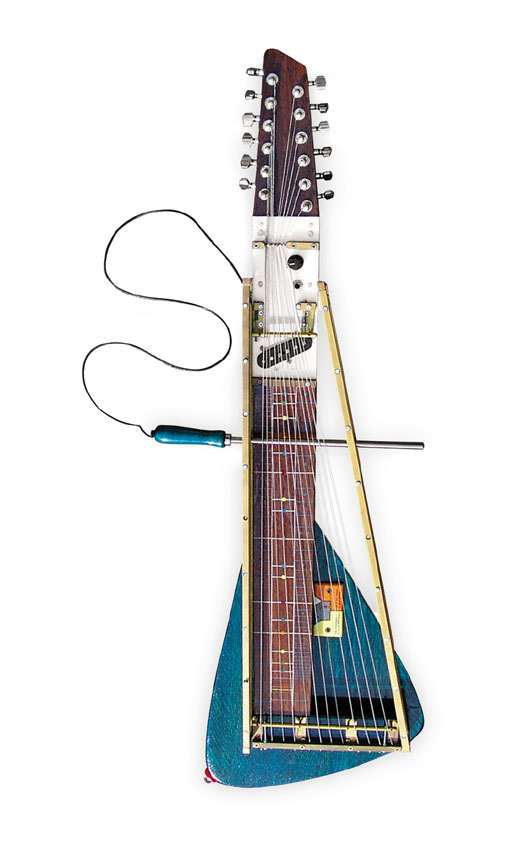
Yuri Landman, Moodswinger, 2006
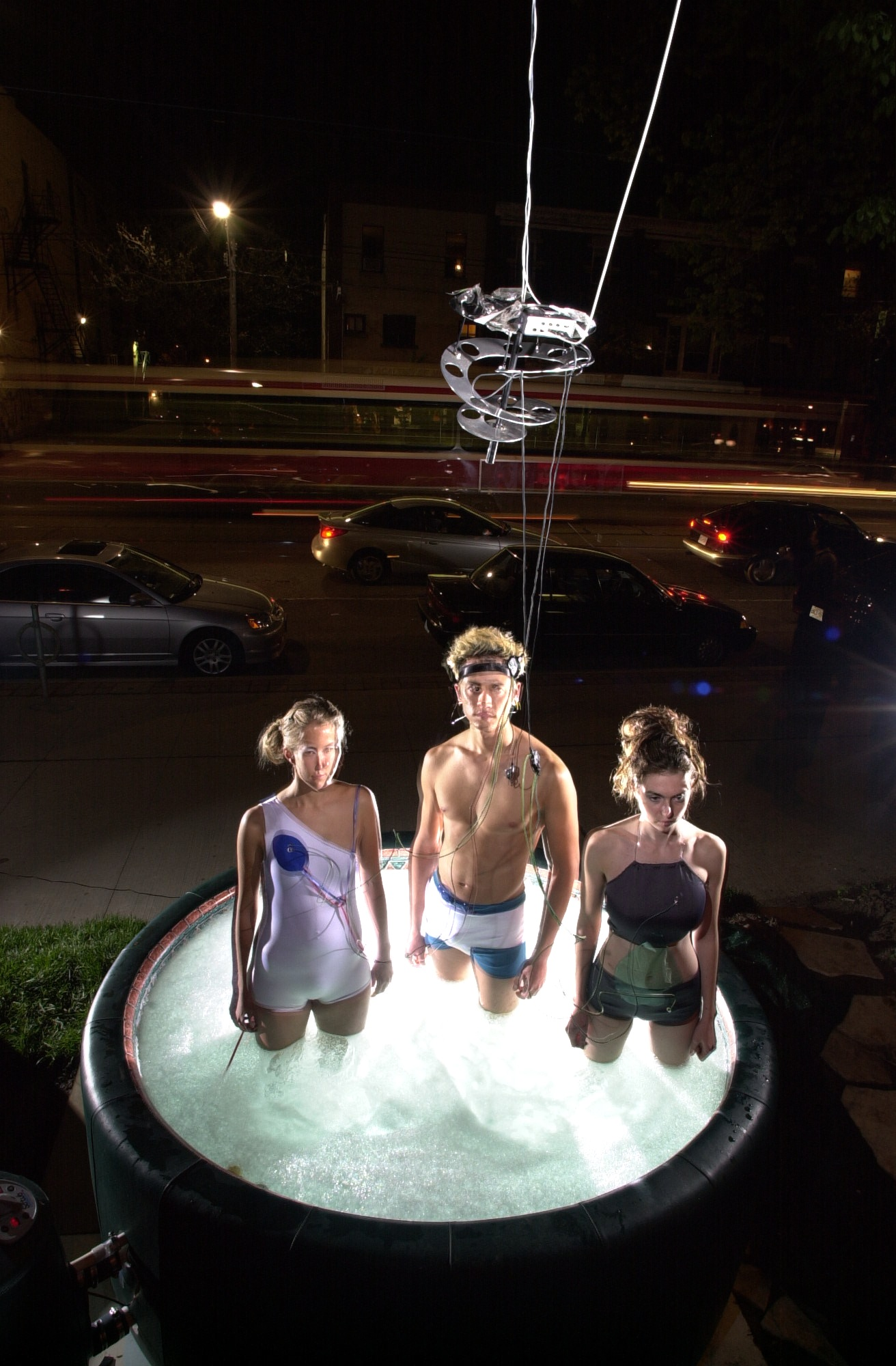
2 electrocardiophones & electroencephalophone
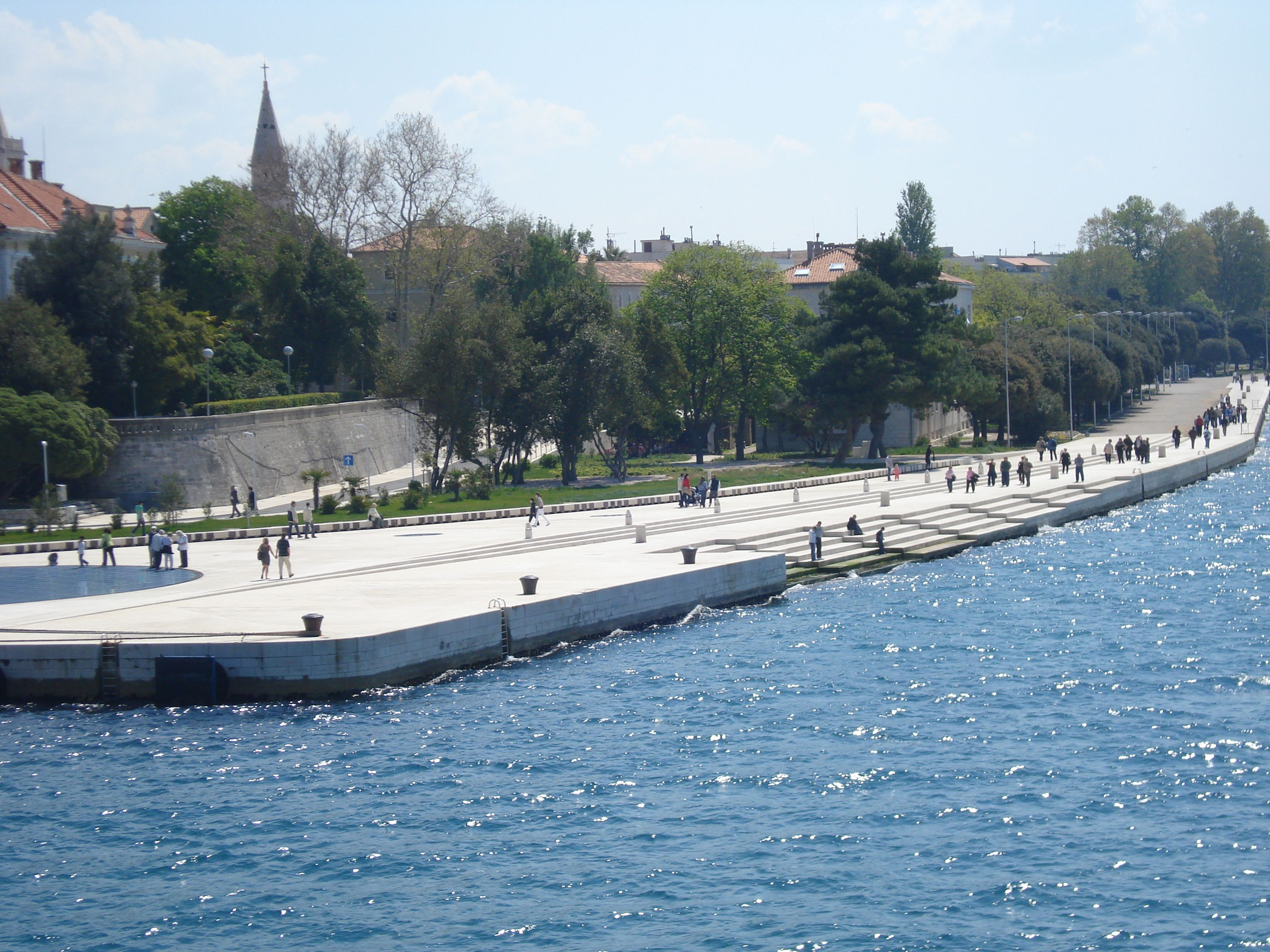
Bašić  órgano de mar
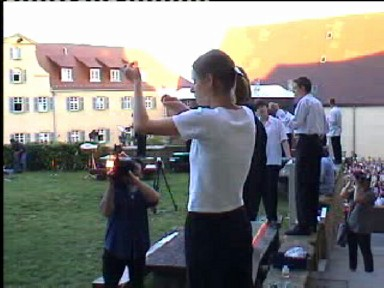
"Schloss Kapfenburg besaitet..." Una instalación de sonido por Renate Hoffleit y Michael Bach Bachtischa, 2000